# Saint-Denis, Aostadalen
Saint-Denis är en ort och kommun i regionen Aostadalen i nordvästra Italien. Kommunen hade 369 invånare (2017) och har italienska och franska som officiella språk.